# Opérations aériennes de la coalition internationale en Syrie
Guerre civile syrienne
Les opérations aériennes de la coalition internationale en Syrie interviennent depuis le 22 septembre 2014 lors de la guerre civile syrienne. Elles sont menées par une coalition internationale menée par les États-Unis contre l'État islamique, ainsi que, dans une moindre mesure, contre d'autres organisations djihadistes comme le Front al-Nosra.

## Contexte et préparations
À l'été 2014, les victoires et les massacres de l'État islamique en Irak et en Syrie poussent la communauté internationale à intervenir et une quarantaine de pays planifient la création d'une nouvelle coalition pour affronter l'État islamique. Le 26 août 2014, les États-Unis lancent des surveillances aériennes par drones en Syrie, afin de collecter de plus amples informations sur les cibles à frapper,. Cependant le 28 août, le président américain Barack Obama avoue « Nous n'avons pas de stratégie, pour le moment ».

## Déroulement

### Lancement des frappes

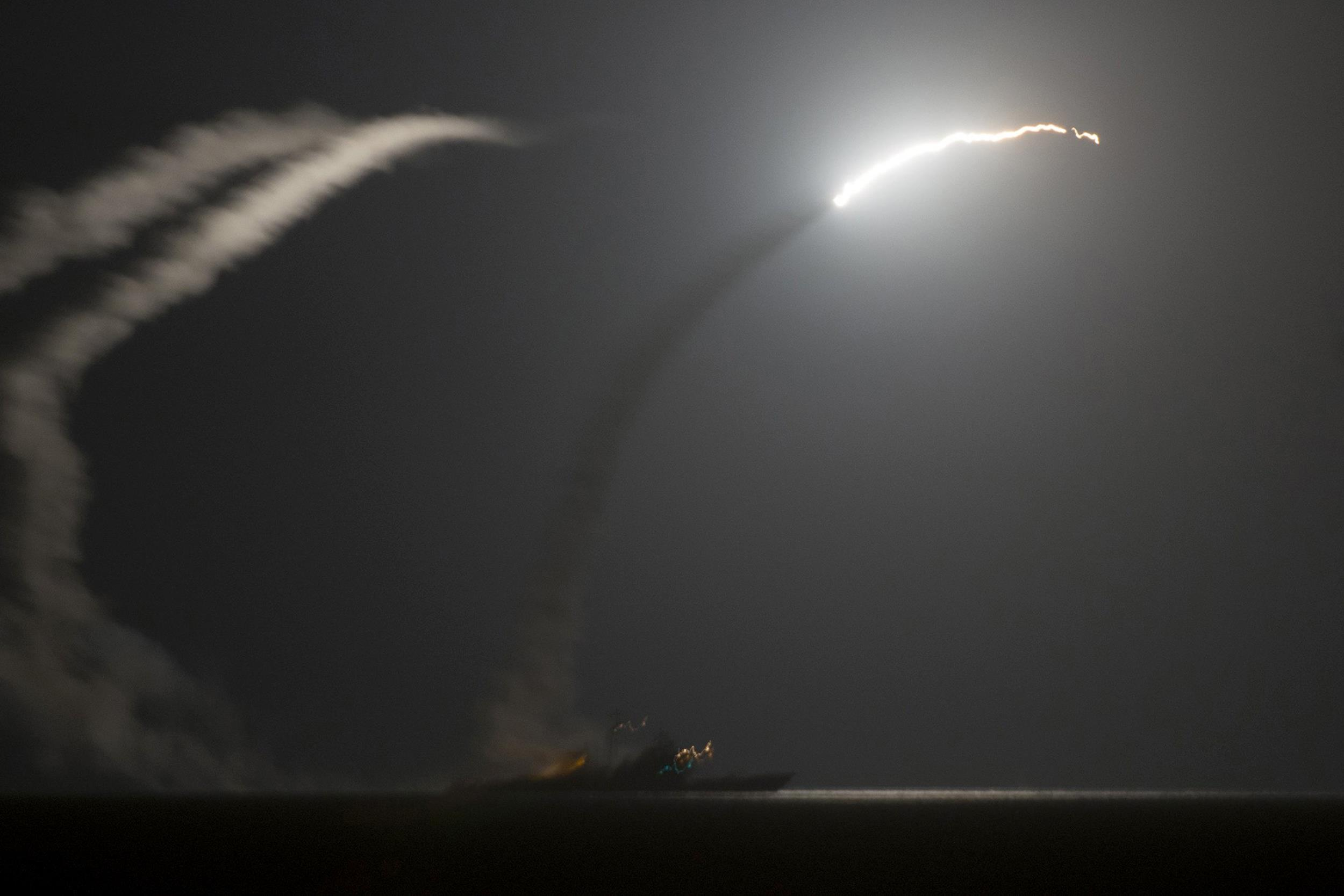
Missiles BGM-109 Tomahawk tirés depuis le et le contre des cibles de l'EI en Syrie, 23 septembre 2014.

La nuit du 22 au 23 septembre 2014, l'aviation américaine soutenue par l'Arabie saoudite, la Jordanie et les Émirats arabes unis, intervient pour la première fois en Syrie en bombardant une vingtaine de sites, principalement dans le gouvernorat de Raqqa mais aussi ceux de Hassaké et de Deir ez-Zor. Les frappes détruisent des camps et des dépôts de munitions.

Les Américains engagent des avions de chasse F-15E Strike Eagle, F-16 Falcon et F-22 Raptor et de drones venus de bases aériennes dans la région, de F/A-18 Hornet du USS George H. W. Bush (CVN-77) et de bombardiers stratégiques Rockwell B-1 Lancer venus du territoire américain tandis que le USS Arleigh Burke (DDG-51) et le USS Philippine Sea (CG-58) lancent 47 missiles BGM-109 Tomahawk,. Les saoudiens engagent 4 F-15 Strike Eagle, les jordaniens, les émiriens et les bahreïnis des F-16 et les qataris des Mirage 2000.
Selon l'OSDH, 70 à 150 djihadistes de l'EI sont tués dans ces frappes et 200 à 300 sont blessés.

Le Front al-Nosra et le groupe Khorasan, une unité d'Al-Qaïda, sont également visés dans les gouvernorats d'Alep et d'Idleb. Selon l'OSDH, 50 djihadistes et 8 civils sont tués/ Les Américains déclarent que Mohsin Al-Fadhli, le chef de Khorasan, aurait été tué. Une dizaine d'homme de ce mouvement sont tués par les missiles Tomahawk lors des premières frappes, dont Abou Youssef al-Turki, considéré comme l'un des meilleurs snipers au monde.

### Poursuite des opérations en 2014

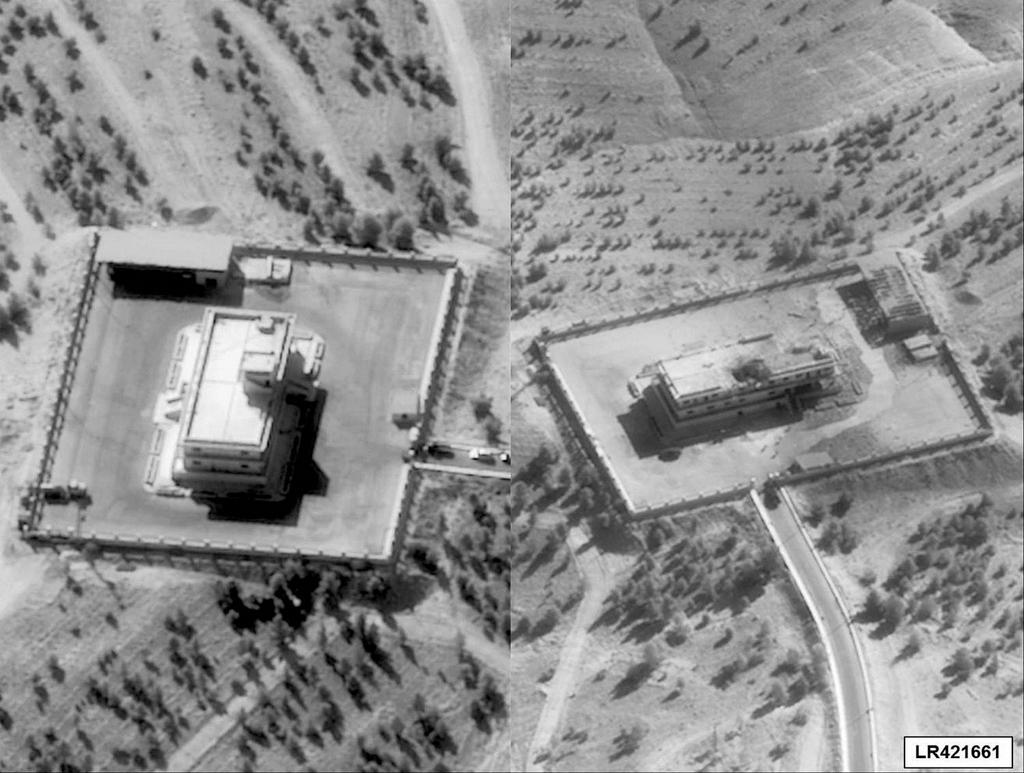
Photographie avant/après d'un centre de commandement de l'EI après une frappe d'un F-22 le 23 septembre 2014.

La nuit du 23 au 24 septembre, aux environs de minuit, l'aviation américaine bombarde les positions djihadistes à près de 35 kilomètres à l'ouest et au sud de Kobané,. Ces frappes viennent en aide aux forces kurdes des YPG qui affrontent alors les djihadistes lors de la deuxième bataille de Kobane.
Le soir du 24 septembre, l'aviation des États-Unis, de l'Arabie saoudite et des Émirats arabes unis ciblent 12 raffineries dans le Gouvernorat de Deir ez-Zor. Selon le Pentagone, ces installations produisent 300 et 500 barils de pétrole par jour et apportent environ 2 millions de dollars par jour à l'EI. Selon l'OSDH, les frappes aériennes tuent au moins 14 djihadistes dans le gouvernorat de Deir ez-Zor et cinq civils, dont un enfant, dans le gouvernorat de Hassaké,,,. La nuit du 25 au 26, de nouveaux raids sont effectués contre des installations pétrolières, ainsi qu'un centre de commandement de l'EI à Al-Mayadine, dans le gouvernorat de Hassaké.

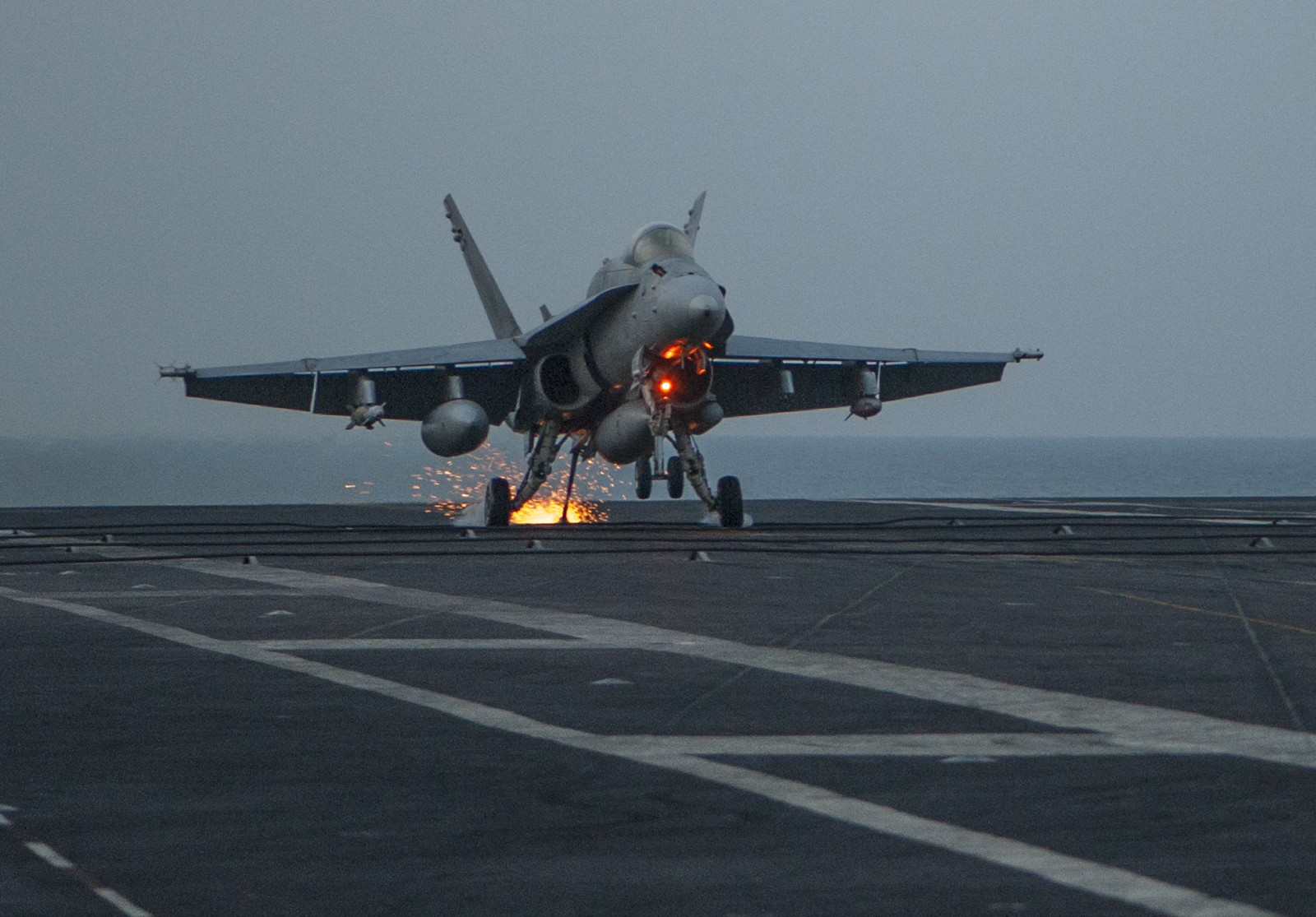
Appontage d'un F/A-18 Hornet sur le porte-avion, le 22 novembre 2014.

Le 27, la coalition frappe contre sept cibles à Minbej dans le gouvernorat de Homs, à Raqqa, où 31 explosions sont entendues, et près de Kobané, toujours théâtre d'affrontements entre les Kurdes et l'EI,. Au moins 23 djihadistes sont tués dans les gouvernorats d'Alep et Raqqa selon l'OSDH. Le 28, quatre raffineries et le centre de commandement et de contrôle de l'EI sont bombardés par la coalition qui détruit également un char d'assaut près de Deir ez-Zor. Le 28, la coalition bombarde une usine à gaz près de Deir ez-Zor et une autre frappe a lieu à Manbidj. La nuit du 29 au 30, la coalition effectue deux frappes sur les forces de l'EI qui assiègent Kobané, et bombarde également Tall Abyad et deux localités du gouvernorat de Deir ez-Zor.
La nuit du 3 au 4 octobre, la coalition effectue des frappes près de Kobané et contre des installations de l'EI et des raffineries de pétrole près de Shadadi, dans le gouvernorat de Hassaké, tuant 35 djihadistes selon l'OSDH.
À partir d'octobre, les forces aériennes de la coalition concentrent une grande partie de leurs frappes pour soutenir les troupes kurdes assiégées à Kobané. Les Américains et leurs alliés y mènent environ 75 % de leurs bombardements en Syrie, cette intervention sauve les défenseurs et leur permet de reprendre progressivement le contrôle de la ville. Selon l'armée américaine, la coalition mène au total 705 frappes sur Kobané du 23 septembre 2014 au 26 janvier 2015,. 2 000 bombes sont larguées et 1 700 touchent leur cibles. Dans un entretien publié le 20 novembre le général américain John R. Allen estime que les frappes aériennes à Kobané ont fait plus de 600 morts dans les rangs des djihadistes.

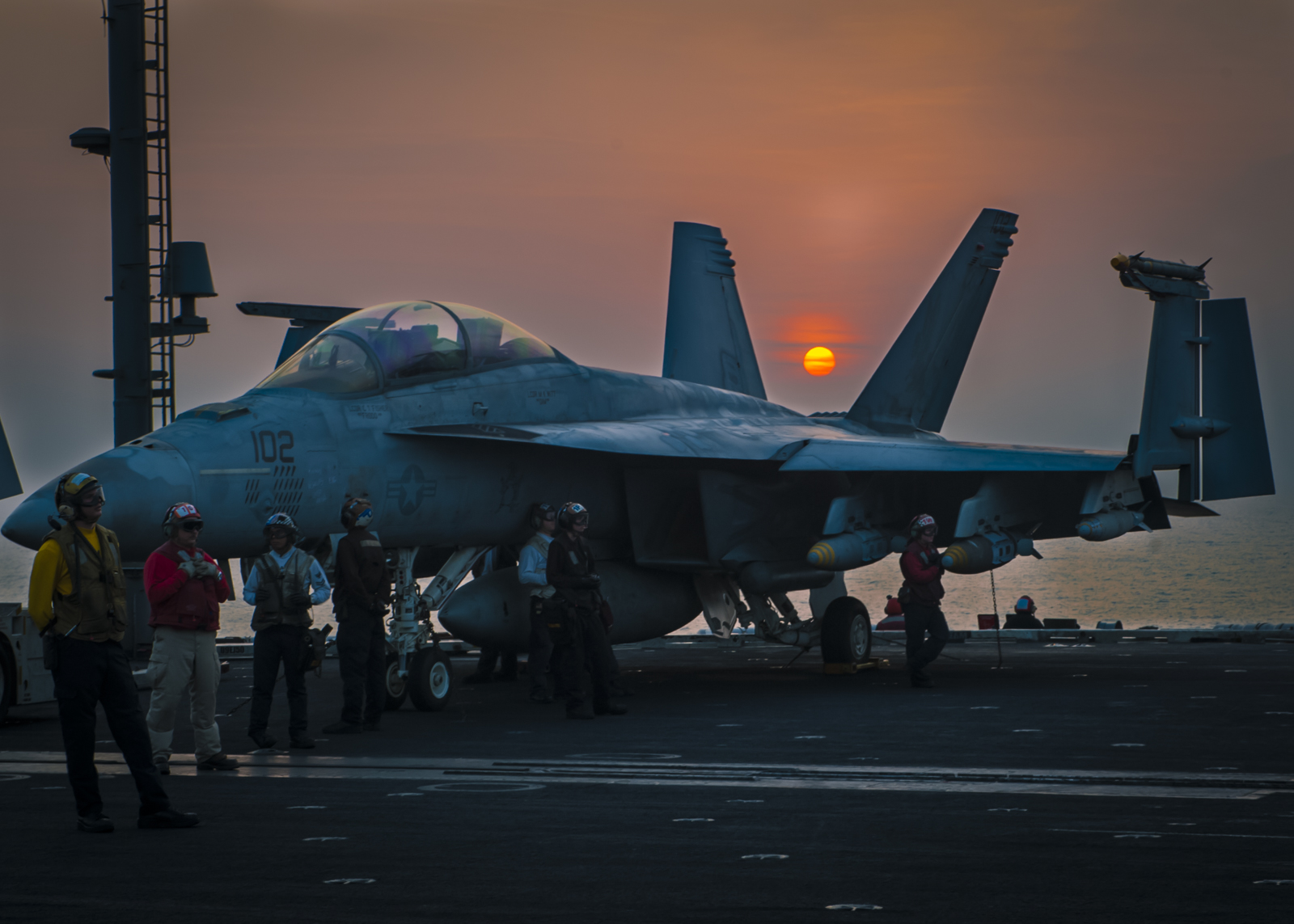
Armement d'un F/A-18 Hornet sur le porte-avion, le 6 janvier 2015.

Le 6 novembre, selon l'OSDH, pour la première fois les forces aériennes de la coalition frappent Ahrar al-Sham, une brigade du Front islamique. Ce bombardement a lieu contre un QG, près de Bab al-Hawa. Cependant pour le chercheur Romain Caillet, les frappes visaient plutôt le groupe Khorassan, qui opérait « sous la couverture » d'Ahrar al-Sham,.

Le 29 novembre, l'aviation américaine effectue un raid massif en menant au moins 30 frappes à Kobané et au nord de Raqqa, notamment contre l'ancienne base de la division 17. Selon l'OSDH, au moins 18 djihadistes sont tués au nord de Raqqa et 50 autres à Kobané, tant dans les bombardements que dans les combats contre les YPG,,.

Le 24 décembre, la coalition perd son premier appareil au combat, un avion jordanien est détruit près de Raqqa et son pilote est capturé,. L'État islamique affirme avoir abattu l'appareil, mais selon l'armée jordanienne, le United States Central Command et des témoignages recueillis par l'OSDH, il se serait plutôt écrasé à cause d'une panne technique. Le 2 janvier, une opération américaine pour tenter de délivrer le pilote échoue à Raqqa, les hélicoptères des commandos sont pris sous les tirs des djihadistes et contraints de battre en retraite. Le 3 février 2015, l'État islamique annonce que le pilote jordanien a été exécuté en étant brûlé vif dans une cage,. En représailles, la Jordanie exécute le lendemain deux djihadistes par pendaison : l'Irakienne Sajida al-Rishawi, impliquée dans les attentats du 9 décembre 2005 à Amman et dont l'État islamique avait réclamé la libération, et Ziad Karbouli, membre d'al-Qaïda. Cependant, le 5 février, elle libère Abou Mohammed al Maqdissi, le principal idéologue d'al-Qaïda. Le même jour, l'aviation jordanienne mène une série de frappes contre des camps d'entraînement et des dépôts d'armes de l'EI en engageant des « dizaines d’avions de chasse ».

### Opérations en 2015

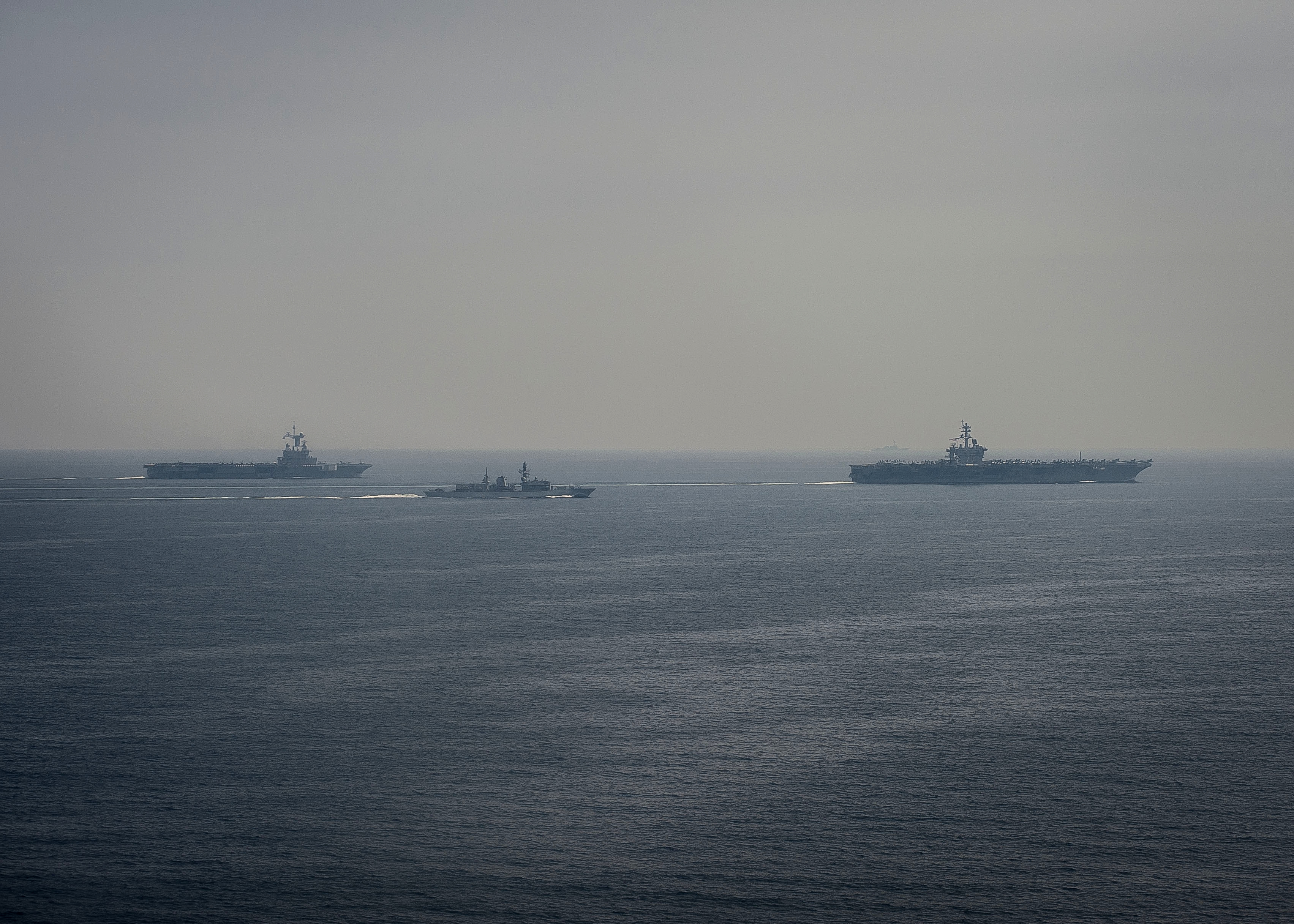
Le porte-avions français Charles-de-Gaulle à gauche, la frégate britannique au centre et le porte-avions américain, le 16 mars 2015 dans le golfe Persique.

Au cours de l'année 2015, la coalition intervient en soutien des Kurdes des YPG lors de la bataille de Tall Hamis, la bataille de Tall Tamer, la bataille de Tall Abyad, la bataille d'Aïn Issa, la bataille de Sarrine, la bataille d'al-Hol et l'offensive de Tichrine. Elle appuie également les rebelles lors de combats contre l'État islamique dans la région d'Azaz, lors de la bataille de Suran, et la bataille de Marea. Les Américains bombardent également le Front al-Nosra en appui aux combattants de la Division 30 lors du combat de Malkiyé.
Le 6 février, l'État islamique déclare qu'une otage américaine, Kayla Mueller, a été tuée par une frappe de la coalition. Le 10, les États-Unis confirment sa mort mais nient qu'elle ait été tuée par un bombardement.
Le 16 mars, les États-Unis larguent pour la première fois en Syrie des milliers de tracts de propagande, près de Raqqa.
Après un vote au Parlement le 30 mars, le Canada intervient à son tour en Syrie et mène sa première frappe aérienne le 8 avril. Cependant, d'avril à juillet, l'aviation canadienne n'effectue au total que trois frappes.
Le 1er mai, le bilan d'un raid aérien de la coalition est particulièrement lourd pour les civils. Selon l'OSDH, 62 civils sont tués, dont au moins 19 femmes et 31 enfants après un bombardement à Ber Mahli (ou Birmahle), au nord-est d'Alep. Le 3 mai, les États-Unis affirment n'avoir aucune indication sur la mort de civils et déclarent au contraire avoir neutralisé plus de 50 combattants djihadistes, ajoutant que les Kurdes des YPG leur avaient certifié qu'il n'y avait pas de civils dans le village. Mais selon l'OSDH, les renseignements des Kurdes étaient erronés, tandis que le porte-parole des YPG nie une quelconque responsabilité et déclare qu'il n'y avait eu aucune coordination avec les Américains dans ce secteur,,,,.
Le 4 juillet, la coalition effectue un raid massif à Raqqa en menant 16 frappes aériennes. Elles visent des bâtiments et des redoutes et ont pour but de réduire « la liberté de mouvement » de l'État islamique. Selon l'OSDH, les bombardements font au moins 22 morts, dont seize djihadistes et six civils,.
Le 23 juillet 2015, trois jours après l'attentat de Suruç, des affrontements entre l'armée turque et l'État islamique éclatent pour la première fois sur la frontière près de la ville de Kilis. Un soldat turc et quelques djihadistes sont tués. Le même jour, la Turquie autorise les États-Unis à utiliser la base aérienne d'Incirlik pour bombarder l'État islamique. La nuit suivante, trois ou quatre chasseurs F-16 frappent des positions de l'EI en Syrie, dans le village de Havar, et font au moins neuf morts dans les rangs djihadistes selon l'Observatoire syrien des droits de l'homme (OSDH),,,,. Le 24, la police turque lance une vaste opération antiterroriste dans 13 provinces du pays, au total 590 personnes liées à l'État islamique, au PKK et au DHKP-C sont arrêtées en trois jours,,. La nuit du 24 au 25, l'aviation turque poursuit ses frappes contre l'EI dans les environs de Jerablus, mais elle mène également des raids au Kurdistan irakien et relance le Conflit kurde en Turquie,,. Le 25 juillet, les HPG, branche militaire du PKK, déclarent que « Les conditions de maintien du cessez-le-feu ont été rompues »,.
À partir de mi-août, les pays du Golfe cessent leurs opérations aériennes en Syrie et concentrent tous leurs moyens au Yémen, théâtre également d'une guerre civile.
Le 16 septembre 2015, l'Australie annonce avoir mené ses premières frappes aériennes en Syrie.
Le 27 septembre 2015, la France annonce avoir mené ses premières frappes aériennes en Syrie,. Les frappes du 27 septembre sont menées par 6 avions qui détruisent un camp d'entraînement de l'EI à Boukamal, dans le gouvernorat de Deir ez-Zor. 30 djihadistes sont tués dans ce raid selon l'OSDH, dont 12 enfants soldats,. Le 9 octobre, deux Rafale frappent un camp d'entraînement à Raqqa, faisant 16 morts parmi les djihadistes selon l'OSDH,. Trois autres frappes sont encore menées du 8 au 10 novembre,,. Puis, le 15 novembre, en représailles aux attentats du 13 novembre 2015 à Paris et Saint-Denis, 10 chasseurs français effectuent des bombardements massifs en larguant 20 bombes sur un poste de commandement et un camp d'entraînement situés dans la zone de Raqqa. Douze djihadistes sont tués dans ce raid. Le 23 novembre, la France engage le porte-avions Charles de Gaulle,.
Le 3 décembre 2015, le Royaume-Uni mène ses premières frappes aériennes en Syrie.
Le 6 décembre, selon l'OSDH, une position de l'armée syrienne est touchée pour la première fois par des bombes de la coalition, les frappes ont lieu à deux kilomètres du village d'Ayache, à l'ouest de Deir ez-Zor, quatre soldats sont tués et 13 blessés. Le régime syrien confirme la frappe et condamne « l'agression flagrante des forces de la coalition ». Mais le colonel Steve Warren, porte-parole de la coalition, conteste ces déclarations et affirme qu'aucune frappe n'a été menée à moins de 55 kilomètres de Deir ez-Zor.

### Opérations en 2016

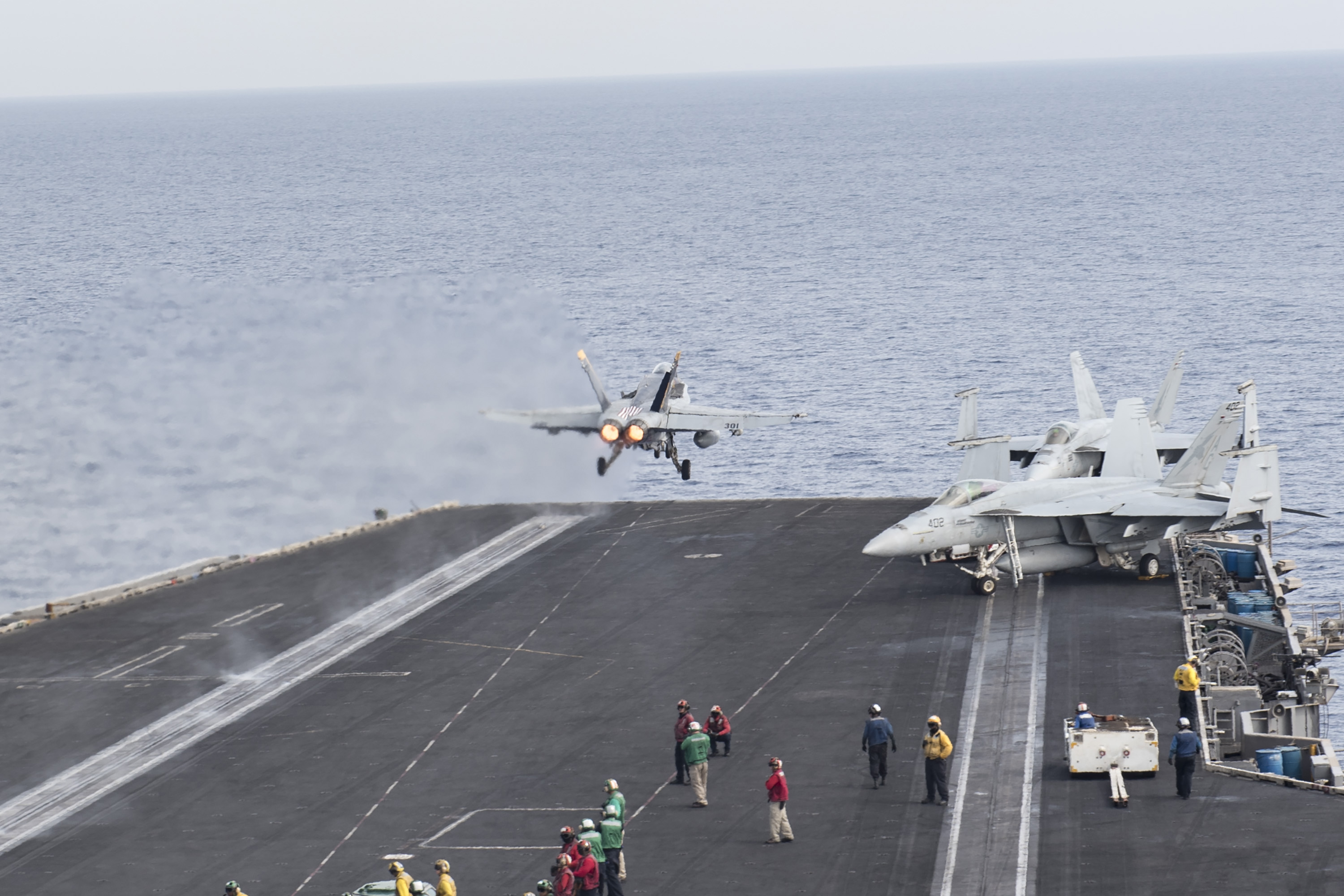
Décollage d'un F/A-18 Hornet sur le porte-avions américain, le 3 juin 2016.

Au cours de l'année 2016, la coalition intervient en soutien des Forces démocratiques syriennes lors de la bataille d'Al-Chaddadeh, l'offensive de Raqqa de mai 2016, la bataille de Manbij et l'offensive de Raqqa de novembre 2016.
Le 29 janvier 2016, le ministère de la Défense des Pays-Bas annonce que les forces aériennes nationales seront prochainement engagées en Syrie après que 10 avions F-16 ont été envoyés en Irak en 2014. Le Parlement approuve cette décision le 10 février, par 122 votes contre 22. Le Canada cesse ses frappes aériennes en Irak et en Syrie le 22 février 2016. L'Arabie saoudite participe à nouveau aux frappes aériennes en Syrie à partir de février 2016. Le Danemark mène ses premières frappes aériennes en Syrie le 5 août 2016.
Le 19 juillet 2016, la coalition mène des frappes aériennes lors de la bataille de Manbij qui causent les plus lourdes pertes civiles en une journée en Syrie depuis le début de son intervention. À 3 heures du matin la coalition mène 18 frappes sur le village d'd'Al-Toukhar, faisant selon l'OSDH au moins 56 morts parmi les civils, dont 11 enfants,,. Pour Amnesty International ces frappes tuent 73 civils, dont 27 enfants. Ahmad Mohamad, un Syrien originaire de Manbij travaillant pour un centre de documentation sur les droits de l’homme, déclare au journal français Libération que l'attaque a fait au moins 85 morts. La CNFOR dénonce la mort de 125 civils et appelle la coalition internationale à cesser ses frappes aériennes. L'agence Amaq donne quant à elle un bilan de 160 morts. Hassan Al-Nifi, membre du conseil révolutionnaire de Manbij, proche de l'Armée syrienne libre et en exil à Gaziantep déclare que, selon ses contacts restés sur place, le bilan est encore plus lourd : « Quand les membres de la défense civile sont intervenus mardi matin, ils ont récupéré 85 cadavres dans les décombres, principalement des femmes et des enfants. Mais lorsqu'ils ont pu faire venir leur matériel de déblaiement, beaucoup d’autres corps sont apparus. Nous sommes à plus de 200 morts et le décompte n’est pas terminé ».
Le 30 août, Abou Mohammed al-Adnani, le porte-parole et un des principaux chefs militaires de l'État islamique, est tué par une frappe aérienne de la coalition près d'al-Bab.
Le 17 septembre, au cours de la bataille de Deir ez-Zor la coalition bombarde par erreur des positions de l'armée syrienne. Selon le ministère russe de la défense, 62 soldats syriens sont tués et une centaine blessés par quatre frappes effectuées par deux F-16 et deux A-10. L'OSDH donne de son côté un bilan d'au moins 90 morts en citant une source militaire. La coalition affirme dans un communiqué qu'elle « pensait » frapper des positions de l'État islamique. Le 19 septembre, le Royaume-Uni et l'Australie reconnaissent leur participation dans les frappes de Deir ez-Zor. Le ministère russe des Affaires étrangères déclare quant à lui que cette bavure est « entre la négligence criminelle et la complicité directe avec les terroristes de Daech ». De son côté, Bachar el-Assad accuse les États-Unis d'avoir intentionnellement visé ses soldats,,,,,,,. Le 29 novembre, le Pentagone reconnaît sa responsabilité dans le bombardement et précise que les appareils qui avaient participé à ce raid étaient américains, britanniques, danois et australiens.
Plusieurs chefs d'al-Qaïda sont tués au cours de l'année par les frappes américaines : Abou Firas al-Souri, le porte-parole du Front al-Nosra, tué à Kafar Jales, près d'Idleb, le 3 avril 2016, ; Abou Omar Saraqeb, chef militaire du Front Fatah al-Cham, tué lors d'une réunion à Kafr Naha, dans le gouvernorat d'Alep et Ahmed Salama dit Abou Faraj l'Égyptien.
Lors de l'Opération Bouclier de l'Euphrate, lancée en août 2016, la coalition soutient initialement les rebelles et l'armée turque. Cependant elle condamne ensuite les combats entre ces derniers et les Forces démocratiques syriennes. Le 29 août, Brett McGurk, envoyé spécial des États-Unis auprès de la coalition, déclare que les affrontements entre les forces turco-rebelles et les FDS « dans des secteurs où l'EI n'est pas présent » sont « inacceptables et source d'une profonde inquiétude ». Le 16 novembre 2016, le colonel américain John Dorrian, porte-parole militaire de la coalition, annonce que la coalition n'appuie plus les forces rebelles soutenues par les Turcs et que les soldats des forces spéciales américaines qui avaient été déployés à leurs côtés ont été retirés.

### Opérations en 2017
En janvier 2017, les Américains intensifient leurs frappes contre le Front Fatah al-Cham dans le gouvernorat d'Idleb : le 1er janvier, Abou Khattab Al-Kahtani, ancien membre d'AQPA, est tué avec un commandant syrien du Front Fatah Al-Cham et un chef du Parti islamique du Turkestan ; le 3 janvier, le quartier général du Front Fatah al-Cham à Sarmada est bombardé et une vingtaine de combattants sont tués ; le 6 janvier, Younes Shoeyb — aussi appelé Abou Al-Hassane Taftanaz — est tué à son tour à Taftanaz (en).
Le 19 janvier, l'aviation américaine mène un raid aérien contre un camp du Front Fatah al-Cham à Jabal el-Cheikh Sleimane, à l'ouest du gouvernorat d'Alep. Selon les déclarations anonymes à l'agence Reuters d'un membre du département américain de la Défense, un B-52 largue 14 bombes, faisant une centaine de morts parmi les djihadistes. L'OSDH donne de son côté un bilan de 40 morts au moins,. De son côté le chercheur, Charles Lister indique que des sources locales font état de 50 à 60 morts, dont trois hommes du Harakat Nour al-Din al-Zenki. Le 21 janvier, le Pentagone affime que plus de 150 djihadistes d'al-Qaïda ont été tués en Syrie depuis le début de l'année.
Fin février, le numéro deux d'al-Qaïda, Abdoullah Mouhab Radjab Abdoulrahman, dit Abou Kheir Al-Masri, est tué par un tir de drone américain dans la région d'Idleb,,.
Le 16 mars, d'autres chefs d'al-Qaïda sont ciblés par l'aviation américaine à Al-Jineh, dans le gouvernorat d'Alep, mais les frappes aériennes touchent une mosquée et tuent plusieurs dizaines de civils. L'OSDH recense au moins 49 morts et la Défense civile syrienne, 57,,,,,. 
Selon Airwars et l'OSDH, le nombre de civils tués par les frappes de la coalition augmente sensiblement après l'arrivée au pouvoir de Donald Trump,. Ainsi selon l'OSDH, au moins 33 civils sont tués le 21 mars par une frappe de la coalition sur une école servant de centre pour les déplacés au sud d'al-Mansoura, près de Raqqa. À Mayadine, les frappes de la coalition tuent au moins 37 civils le 25 mai et 80 autres le 26 mai, dont 33 enfants, la plupart des victimes étant des membres de familles de combattants de l'État islamique,,. Encore à Mayadine, les 25 et 26 juin, les États-Unis frappent une prison de l'EI, tuant au moins 57 personnes — dont 42 civils emprisonnés et 15 djihadistes, gardes et  détenus — d'après l'OSDH. Selon l'OSDH, au moins 472 civils sont tués par la coalition entre le 23 mai et le 23 juin 2017, soit le bilan le plus lourd en une période d'un mois depuis le début des frappes aériennes en 2014. Selon Airwars et The Daily Beast, les frappes de la coalition tant en Syrie qu'en Irak ont fait au moins 2 300 morts parmi les populations civiles sous le mandat de Barack Obama — soit 80 morts par mois en moyenne — tandis que les frappes menées lors des six premiers mois du mandat de Donald Trump ont fait au moins 2 200 morts — soit en moyenne 360 civils tués par mois — mais cette augmentation pourrait être également en partie due au fait que les alliés des Américains livrent alors des batailles particulièrement difficiles à Mossoul et Raqqa.
Le 26 mai, selon le Pentagone, trois dirigeants de l'EI sont morts en Syrie lors de bombardements de la coalition au cours des deux derniers mois. Moustapha Gunes, un agent de l'EI en Turquie et Abou Assim al Djazeri, un gestionnaire de nationalité algérienne de l'EI sont morts à Mayadine. Le troisième, Abou Khattab al Raoui, un chef militaire de l'EI, est touché à Al-Qaïm, ville du nord-ouest de l'Irak située à la frontière syrienne.

### Opérations en 2018 et 2019
Après 2017, les frappes aériennes de la coalition diminuent. Cette dernière continue surtout de soutenir les Forces démocratiques syriennes engagées dans l'offensive de Deir ez-Zor qui s'achève le 23 mars 2019 par la conquête de la dernière poche de territoire contrôlée en Syrie par les djihadistes de l'État islamique.
Le 30 juin 2019, six chef de Tanzim Hurras ad-Din, dont deux Tunisiens, deux Algériens, un Égyptien et un Syrien, ainsi que trois combattants, sont tués par une frappe aérienne américaine contre une réunion tenue dans l'ouest du gouvernorat d'Alep,,,.
Le 31 août 2019, à Maarat Mesrin (en) et à Kafraya, au nord d'Idleb, une réunion de chefs djihadistes de Tanzim Hurras ad-Din et d'Ansar al-Tawhid et un camp d'entraînement sont frappés par des missiles de croisière tirés par l'armée américaine,,. Selon les services de secours locaux, l'attaque fait 29 morts, tandis que l'OSDH donne un bilan d'au moins 40 djihadistes tués.

### Opérations en 2020
Le 22 octobre 2020, les États-Unis revendiquent une frappe aérienne contre une réunion de hauts responsables d'Al-Qaïda. Selon l'OSDH, ce bombardement, effectué dans le village de Jakara, près de Salqin, dans le gouvernorat d'Idleb, fait 22 morts, dont cinq civils et 17 djihadistes. Parmi ces derniers figurent onze anciens commandants de Hayat Tahrir al-Cham, dont cinq étrangers, ayant fait défection pour se rapprocher de Tanzim Hurras ad-Din, groupe affilié à al-Qaïda.

### Opérations en 2021
Fin 2021, l'armée américaine annonce avoir tué deux hauts dirigeants d'al-Qaïda en Syrie : Salim Abou-Ahmad, le 20 septembre à Binnish, près d'Idleb, et Abdul Hamid Al-Matar, le 22 octobre près de Soulouk.

### Opérations en 2022
Le 27 juin 2022, Abou Hamza al-Yemeni, un chef de Tanzim Hurras ad-Din, est tué par une frappe américaine dans le gouvernorat d'Idleb, alors qu'il se déplaçait seul à moto.
Le 12 juillet 2022, Maher Al-Agal, présenté par le Pentagone comme « l'un des cinq plus hauts dirigeants » de l'État islamique, est tué par une frappe de drone américaine près de la ville de Jandairis (en), dans la région d'Afrine, alors qu'il roulait à moto avec son conseiller, qui est quant à lui gravement blessé.

### Opérations en 2023
Le 4 avril 2023, les États-Unis revendiquent la mort de Khaled Aydd Ahmad al-Jabouri, responsable de la planification d'attaques en Europe et en Turquie. Celui-ci avait notamment revendiqué, au nom de l'État islamique, les attentats du 13 novembre 2015 à Paris et Saint-Denis et l'attentat du 14 juillet 2016 à Nice. Il est tué par une frappe de drone dans le gouvernorat d'Idleb, où il avait trouvé refuge depuis une dizaine de jours.
Le 7 juillet 2023, Oussama al-Muhajer, un chef de l'État islamique, est tué par une frappe d'un drone américain MQ-9 Reaper dans l'est de la Syrie.

### Opérations en 2024
Le 23 août 2024, Abu Abdul Rahman al-Makki, un des chefs de Hourras al-Din, est tué par une frappe de drone américaine au sud d'Idleb alors qu'il circulait à moto.
Les États-Unis revendiquent la mort de 28 hommes de l'État islamique dans une frappe contre un camp d'entraînement le 16 septembre et de 9 hommes de Hourras al-Din dans une autre frappe le 24 septembre.

## Raids au sol des forces spéciales
Le premier raid américain en Syrie a lieu le 4 juillet 2014 près de Raqqa pour tenter de délivrer l'otage James Foley, mais l'opération est un échec. Les otages ne se trouvent pas dans le camp visé, et les Américains se retirent après avoir tué huit djihadistes.
La nuit du 15 au 16 mai 2015, à al-Amr, un champ pétrolier au sud-est de Deir ez-Zor, les forces spéciales américaines mènent pour la deuxième fois un raid en Syrie. La principale cible, le Tunisien Abbou Sayyaf, émir du gaz et du pétrole de l'État islamique est tué, alors que l'objectif de la mission était semble-t-il de le capturer vivant. Son épouse, Oum Sayyaf, est capturée et une jeune femme yézidie, vraisemblablement maintenue en esclavage par le couple, est délivrée. Au total, une douzaine de djihadistes sont neutralisés par deux commandos d'une douzaine d'hommes chacun. Pour l'OSDH l'opération a fait 32 morts en prenant en compte les frappes aériennes, dont l'adjoint d'Abou Omar al-Chichani et trois autres chefs. Les Américains ne déplorent quant à eux ni tué ni blessé,,,,,,.
Le 25 mars 2016, Abou Ali al-Anbari, présenté par les États-Unis comme le numéro 2 de l'État islamique, est tué par un raid des forces spéciales américaines, qui interceptent son véhicule en Syrie.
Le 8 janvier 2017, les Américains mènent un nouveau raid avec six hélicoptères, dont quatre Apache, dans le village d'al-Koubar, près de Deir ez-Zor. Selon l'OSDH 25 djihadistes sont tués, dont 14 visés par la force spéciale alors qu'ils se trouvaient dans des véhicules et 11 autres dans une attaque contre une station d'épuration,.
Dans la nuit du 26 au 27 octobre, Abou Bakr al-Baghdadi, le « calife » de l'État islamique, trouve la mort dans une opération américaine à Baricha, dans le nord du gouvernorat d'Idleb.
Dans la nuit du 2 au 3 février 2022, Abou Ibrahim al-Hachimi al-Qourachi, le successeur d'Abou Bakr al-Baghdadi à la tête de l'État islamique, trouve la mort lors d'une opération américaine dans la ville d'Atme (en), dans le gouvernorat d'Idleb, en Syrie,.
Le 16 juin 2022, un ancien chef de l'EI à Raqqa, Hani Ahmed Al-Kurdi, est capturé par les Américains dans le village d'Al Humayrah, dans le gouvernorat d'Alep.
Dans la nuit du 5 au 6 octobre 2022, une opération héliportée contre un haut responsable de l'État islamique est effectuée par les forces américaines à 17 kilomètres au sud de Qamichli, dans une enclave tenue par le régime syrien. Une personne est tuée lors du raid et deux autres sont capturées.
Le 16 février 2023, Hamza al-Homsi, un chef de l'État islamique est tué lors d'un raid américain dans l'est de la Syrie. Quatre militaires américains sont blessés par une explosion provoquée par Homsi.

## Réactions

### Réaction du gouvernement syrien d'Assad
Le gouvernement syrien n'a pas demandé ni approuvé les frappes aériennes bien qu'il lutte contre l'EI. L'armée d'Assad possède des missiles anti-aériens sophistiqués, principalement près de la capitale Damas et la frontière avec Israël mais pas dans les zones sous contrôle de l'EI. La Syrie déclare avoir été informée la veille par les États-Unis du lancement de frappes aériennes. Une déclaration le 23 septembre de Jen Psaki, porte-parole du département d'État des États-Unis, affirme que les États-Unis n'ont pas demandé la permission au régime syrien et n'ont pas coordonné leurs actions avec le gouvernement syrien ou notifié préalablement l'armée syrienne, ni donné une indication de calendrier sur des cibles spécifiques, mais qu'ils ont avisé le représentant de la Syrie à l'ONU, ce que les Syriens ont confirmé. Le directeur du Pentagone pour les opérations indique que les radars militaires syriens sont restés « passifs » pendant les frappes aériennes, sans chercher à contrer les avions américains.

### Réactions internationales
Au niveau international, la Russie et l'Iran, proches alliés de la Syrie se sont opposés à des frappes américaines en Syrie sans le consentement du gouvernement légitime en place, position rejointe par l'Équateur.

### Réactions des rebelles syriens
L'Armée syrienne libre (ASL) apporte son soutien aux frappes aériennes. En revanche, elles sont condamnées par l'Armée des moudjahidines et le Mouvement Hazm, pourtant considérés comme modérés et soutenus par les États-Unis. D'après les déclarations à Reuters d'officiers de l'ASL, les frappes aériennes sont mal acceptées par les populations en raison des pertes civiles infligées et du fait que la coalition ne s'attaque pas au régime syrien de Bachar el-Assad, entraînant des accusations de complicité vis-à-vis de ce dernier.

## Opinion de la population syrienne
En juillet 2015, un sondage commandé par la BBC est mené en Syrie par l'institut international ORB. Il porte sur un échantillon de 1 365 personnes, dont 674 en zone contrôlée par le gouvernement syrien, 430 en zone contrôlée par les rebelles, 170 en zone contrôlée par l’État islamique et 90 en zone contrôlée par les Kurdes. Les résultats sont cependant à prendre avec précaution, les sondés ayant pu orienter leurs réponses par craintes de représailles. À la question : « Soutenez-vous les frappes aériennes de la coalition internationale en Syrie? » les réponses sont :
- En zone contrôlée par le gouvernement syrien : 29 % « Oui, tout à fait », 25 % « Plutôt oui », 22 % « Plutôt non », 20 % « Non, pas du tout », 4 % « Ne sais pas » ;
- En zone contrôlée par les rebelles : 23 % « Oui, tout à fait », 22 % « Plutôt oui », 29 % « Plutôt non », 24 % « Non, pas du tout », 2 % « Ne sais pas » ;
- En zone contrôlée par l'État islamique : 3 % « Oui, tout à fait », 3 % « Plutôt oui », 45 % « Plutôt non », 47 % « Non, pas du tout », 2 % « Ne sais pas » ;
- En zone contrôlée par les Kurdes : 52 % « Oui, tout à fait », 34 % « Plutôt oui », 8 % « Plutôt non », 2 % « Non, pas du tout », 4 % « Ne sais pas » ;
- Ensemble de la Syrie : 26 % « Oui, tout à fait », 22 % « Plutôt oui », 26 % « Plutôt non », 23 % « Non, pas du tout », 3 % « Ne sais pas ».

## Les pertes
Le 26 septembre, l'Observatoire syrien des droits de l'homme (OSDH) déclare que les frappes aériennes effectuées par la coalition depuis le 22 septembre ont tué 84 djihadistes de l'État islamique et 57 du Front al-Nosra, ainsi que 13 civils.
Dans un entretien publié le 20 novembre 2014, le général américain John R. Allen estime que les frappes aériennes à Kobané ont fait plus de 600 morts dans les rangs des djihadistes. Le 23 janvier, le Pentagone annonce que la coalition a mené 2 000 frappes aériennes en Irak et en Syrie, dont plus de 1 600 par des avions ou drones américains. Les militaires américains estiment alors qu'environ 6 000 combattants de l'EI ont été tués, mais ce chiffre n'est pas confirmé officiellement par le Pentagone.  
Du 8 août 2014 au 8 août 2016, la coalition internationale mène 4 787 frappes aériennes en Syrie et 9 514 en Irak. Le 10 août 2016, le général Sean MacFarland, commandant de la coalition, prétend que 45 000 hommes de l'État islamique ont été tués dans ces deux pays par les bombardements de la coalition en deux ans d'opérations. Un bilan probablement très exagéré.
Le 30 septembre 2019, l'Observatoire syrien des droits de l'homme (OSDH) affirme avoir recensé au moins 14 020 morts causés par la coalition depuis le 22 septembre 2014, dont 9 158 hommes de l'État islamique, 12 de l'Armée Khalid ibn al-Walid, 349 du Front al-Nosra, du Front Fatah al-Cham, de Hayat Tahrir al-Cham, du Parti islamique du Turkestan et d'autres groupes proches d'al-Qaïda, 10 de Jaych al-Sunna, 169 soldats et miliciens du régime syrien et 4 321 civils, dont 772 femmes et 4 321 civils L'OSDH précise cependant qu'il ne s'agit que des pertes recensées et que le bilan réel est certainement plus élevé.  
Selon le Réseau syrien des droits de l'homme, du 22 septembre 2014 au 1er mars 2017, les bombardements aériens de la coalition ont tué au moins 945 civils, dont 109 femmes et 356 enfants,. À la date du 22 septembre 2017, le bilan passe à au moins 2 286 morts, dont 504 femmes et 674 enfants.
Le 3 août 2015, Airwars, un collectif de journalistes d’investigation, publie un rapport dans lequel il affirme que 291 à 354 civils ont été tués par les frappes aériennes de la coalition en Syrie entre le 23 septembre 2014 et le 30 juin 2015,. De son côté la coalition ne reconnaît officiellement à cette date que deux tués parmi les civils. Au 1er décembre 2015, le bilan des victimes civiles de la coalition, est estimé par Airwars entre 364 et 498. À la date du 31 décembre 2017, il est estimé entre 3 481 et 5 304.
Les États-Unis ne reconnaissent quant à eux que 41 morts et 28 blessés parmi les civils, tant en Syrie qu'en Irak, à la date du 22 avril 2016. À la date du 28 mars 2019, la coalition internationale reconnait avoir causé la mort de 1 257 civils en Irak et en Syrie depuis le début de ses frappes aériennes Des bilans très probablement minimisés.